# Rhaphuma amamiensis
Rhaphuma amamiensis là một loài bọ cánh cứng trong họ Cerambycidae.